# Алашеев, Дмитрий Александрович
Дмитрий Александрович Алашеев (6 февраля 1908, Шишкеев, Пензенская губерния — 23 июля 1953) — советский военный деятель и гидрограф, капитан I ранга, начальник Гидрографической Службы Тихоокеанского Флота.

## Биография
Родился в селе Шишкеево Рузаевского уезда Пензенской губернии в семье земского врача.
По окончания 9 классов средней школы в 1926 году поступил в ВМУ им. М. В. Фрунзе, которое окончил в 1930 году. Служил старшим флаг-секретарем распорядительной части в Кронштадте, потом помощником начальника курса ВМУ им. М. В. Фрунзе.
В 1933 году окончил гидрографическое отделение Специальных курсов командного состава ВМС РККА и получил назначение на должность старшего производителя работ в Отдельную Мурманскую лоцманскую дистанцию. Через год перешел на аналогичную должность в Отдельный гидрографический отряд в Мурманске.
С апреля 1936 года — ст. производитель работ СГЭ (Архангельск), в ноябре начальник партии этой экспедиции. С 1939 по август 1942 года слушатель гидрографического факультета ВМА.
В 1942—1944 годах командир МГО Гидронрафической службы Черноморского флота. В должности начальника оперативной группы ГС ЧФ участвовал в НГО десантных операций под Южной Озерейкой (1943), Таганрогом, Мариуполем, Темрюком (1943) и в Керченско-Эльтигенской десантной операции (1944), за что награжден орденом Красной Звезды и медалью «За оборону Кавказа». В 1944 г. в той же должности участвовал в НГО при взятии портов Тульча, Сулина, Констанца и Варна, за что награждён орденом Красного Знамени и получил благодарность Верховного Главнокомандующего. В 1945 году был награждён орденом Отечественной войны II степени.
С 1944 по 1947 год командовал Отдельным гидрографическим отрядом на западном побережье Черного моря, где занимался изучением румынских и болгарских берегов. В конце 1947 году был назначен начальником Балтийской Гидрографической Экспедиции.
В январе 1952 году переведен на Дальний Восток, где возглавил ГС ТОФ. После войны награжден еще двумя орденами: Красной Звезды и Красного Знамени.
Умер во Владивостоке, похоронен на Морском кладбище. Его именем назван залив в Антарктиде (Земля Эндерби) (открыт и нанесён на карту в 1957-м, назван — не позднее 1959).